# Liste der Kulturdenkmäler in Hanau
Die folgende Liste enthält die in der Denkmaltopographie ausgewiesenen Kulturdenkmäler auf dem Gebiet  der  Stadt Hanau, Main-Kinzig-Kreis, Hessen.
Hinweis: Die Reihenfolge der Denkmäler in dieser Liste orientiert sich zunächst an Stadtteilen und anschließend der Anschrift, alternativ ist sie auch nach der Bezeichnung, der vom Landesamt für Denkmalpflege vergebenen Nummer oder der Bauzeit sortierbar.
Kulturdenkmäler werden fortlaufend im Denkmalverzeichnis des Landes Hessen durch das Landesamt für Denkmalpflege Hessen auf Basis des Hessischen Denkmalschutzgesetzes (HDSchG) geführt. Die Schutzwürdigkeit eines Kulturdenkmals hängt nicht von der Eintragung in das Denkmalverzeichnis des Landes Hessen oder der Veröffentlichung in der Denkmaltopographie ab.

Die Kulturdenkmäler der Stadtteile sind in eigenen Listen erfasst:
- Liste der Kulturdenkmäler in Großauheim
- Liste der Kulturdenkmäler in Kesselstadt
- Liste der Kulturdenkmäler in Klein-Auheim
- Liste der Kulturdenkmäler in Mittelbuchen
- Liste der Kulturdenkmäler in Steinheim
- Liste der Kulturdenkmäler in Wolfgang

## Stadtteil Hanau Kernstadt
| Bild                                                                                             | Bezeichnung                                                                                      | Lage | Beschreibung | Bauzeit                                                               | Objekt-Nr. |
| ------------------------------------------------------------------------------------------------ | ------------------------------------------------------------------------------------------------ | --- | --- | --------------------------------------------------------------------- | ---------- |
| Bild gesucht BW                                                                                  |                                                                                                  | Akademiestraße 25 LageFlur: 40, Flurstück: 539/23 | | 1914                                                                  | 106756 DDB |
| Bild gesucht BW                                                                                  |                                                                                                  | Akademiestraße 33 LageFlur: 40, Flurstück: 356/14 | | 1898                                                                  | 106758 DDB |
| Bild gesucht BW                                                                                  |                                                                                                  | Akademiestraße 35 LageFlur: 38, Flurstück: 87/5 | | 1900                                                                  | 106757 DDB |
| Zeichenakademie                                                                                  | Zeichenakademie                                                                                  | Akademiestraße 52 LageFlur: 38, Flurstück: 422/198 | | 1879                                                                  | 106759 DDB |
|                                                                                                  |                                                                                                  | Alfred-Delp-Straße 4 LageFlur: 47, Flurstück: 458/83 | | 1901                                                                  | 106762 DDB |
|                                                                                                  |                                                                                                  | Alfred-Delp-Straße 6 LageFlur: 47, Flurstück: 459/83 | | 1903                                                                  | 106763 DDB |
|                                                                                                  |                                                                                                  | Alfred-Delp-Straße 10 LageFlur: 47, Flurstück: 89/5 | | 1908/10                                                               | 106765 DDB |
| Bild gesucht BW                                                                                  |                                                                                                  | Alfred-Delp-Straße 12, Freigerichtstraße 2 LageFlur: 47, Flurstück: 583/90 | | 1910                                                                  | 106764 DDB |
|                                                                                                  |                                                                                                  | Alfred-Delp-Straße 15 LageFlur: 47, Flurstück: 67/1 | | 1898                                                                  | 106766 DDB |
|                                                                                                  |                                                                                                  | Alfred-Delp-Straße 16 LageFlur: 47, Flurstück: 417/58 | | 1897                                                                  | 106767 DDB |
|                                                                                                  |                                                                                                  | Alfred-Delp-Straße 17 LageFlur: 47, Flurstück: 412/67 | | um 1900                                                               | 106768 DDB |
| Portal der Hohen Landesschule                                                                    | Portal der Hohen Landesschule                                                                    | Alter Rückinger Weg 53 LageFlur: 61, Flurstück: 60/6 | | zwischen 1607 und 1667                                                | 106618 DDB |
| weitere Bilder                                                                                   | Gerechtigkeits-, Justiziabrunnen                                                                 | Altstädter Markt LageFlur: 25, Flurstück: 369 | | 1610/1611                                                             | 106563 DDB |
|                                                                                                  |                                                                                                  | Altstädter Markt 1, Altstädter Markt LageFlur: 25, Flurstück: 351, 352 | | um 1953                                                               | 106564 DDB |
|                                                                                                  |                                                                                                  | Altstädter Markt 3/5 LageFlur: 25, Flurstück: 351 | | um 1953                                                               | 106565 DDB |
| weitere Bilder                                                                                   | Deutsches Goldschmiedehaus                                                                       | Altstädter Markt 6 LageFlur: 27, Flurstück: 504/1 | | 1538                                                                  | 106566 DDB |
| weitere Bilder                                                                                   | Frankfurter Tor mit Stadtmauerabschnitt der Neustadtbefestigung                                  | Am Frankfurter Tor 37 LageFlur: 29, Flurstück: 311/9 | | 1722                                                                  | 106548 DDB |
| weitere Bilder                                                                                   | Behördenhaus                                                                                     | Am Freiheitsplatz 2 LageFlur: 27, Flurstück: 273/7 | | Kernbau 1768; 1857/58                                                 | 106568 DDB |
| Bild gesucht BW                                                                                  | Kammgebäude                                                                                      | Am Freiheitsplatz 5, 7/7a, 9, 11/11a, 13, 15, Fahrstraße 11/13 LageFlur: 30, Flurstück: 353/3, 353/6 | | 1957                                                                  | 106595 DDB |
| DGB-Hochhaus (Gewerkschaftshaus)                                                                 | DGB-Hochhaus (Gewerkschaftshaus)                                                                 | Am Freiheitsplatz 6 LageFlur: 27, Flurstück: 515/1 | | 1958                                                                  | 106569 DDB |
| Stadtmauerabschnitt der Altstadtbefestigung                                                      | Stadtmauerabschnitt der Altstadtbefestigung                                                      | Am Freiheitsplatz 10/12 LageFlur: 27, Flurstück: 517, 518 | |                                                                       | 106571 DDB |
| Ansicht des Ypsilon-Hauses von SW                                                                | sog. Ypsilon-Haus                                                                                | Am Freiheitsplatz 14 LageFlur: 28, Flurstück: 381/2 | | 1957/58                                                               | 106570 DDB |
| Historischer Stichkanal                                                                          | Historischer Stichkanal                                                                          | Am Mainkanal, Am kleinen Main LageFlur: 21, 36, Flurstück: 215/3, 132, 154 | | 1600–1617                                                             | 106610 DDB |
| Walz’sches Haus                                                                                  | Walz’sches Haus                                                                                  | Am Mainkanal 4 LageFlur: 21, Flurstück: 182/3 | | verm. 1765                                                            | 107104 DDB |
| Kaufhof                                                                                          | Kaufhof                                                                                          | Am Markt 2, Salzstraße LageFlur: 33, Flurstück: 447, 460 | | 1957                                                                  | 106582 DDB |
| weitere Bilder                                                                                   | Neustädter Rathaus                                                                               | Am Markt 14/16/18 LageFlur: 30, Flurstück: 124/1 | | 1725/26                                                               | 106578 DDB |
| sog. Hofapotheke                                                                                 | sog. Hofapotheke                                                                                 | Am Markt 19 LageFlur: 33, Flurstück: 159/2 | | 1595/1600 (Portal)                                                    | 106579 DDB |
| Bild gesucht BW                                                                                  | Tauben- oder Schwanenbrunnen                                                                     | Am Markt 21a (Marktplatz) LageFlur: 33, Flurstück: 163/1 | | 1616                                                                  | 106580 DDB |
| weitere Bilder                                                                                   | Gebrüder-Grimm-Nationaldenkmal                                                                   | Am Markt 21a (Marktplatz, am Rathaus) LageFlur: 33, Flurstück: 163/1 | | 1896                                                                  | 106581 DDB |
| Maschinenhalle Bracker                                                                           | Maschinenhalle Bracker                                                                           | Am Steinheimer Tor 5 LageFlur: 35, Flurstück: 88/5 | |                                                                       | 107123 DDB |
| Bild gesucht BW                                                                                  | Gedenkstein General von Wrede                                                                    | An der Kinzig (Kleine Hainstraße, Ansatz Kinzigbrücke) LageFlur: 23, Flurstück: 20/9 | |                                                                       | 106856 DDB |
| Sachgesamtheit Hauptfriedhof                                                                     | Sachgesamtheit Hauptfriedhof                                                                     | Birkenhainer Straße 2 LageFlur: 41, Flurstück: 4/5, 4/6 | | 1846                                                                  | 106656 DDB |
|                                                                                                  |                                                                                                  | Birkenhainer Straße 5/7 LageFlur: 47, Flurstück: 562/104 und 563/104 | | 1906                                                                  | 106769 DDB |
| Bild gesucht BW                                                                                  | Trafohaus                                                                                        | Bruchköbeler Landstraße LageFlur: 65, Flurstück: 320 | | 1938/39                                                               | 106775 DDB |
| Bild gesucht BW                                                                                  |                                                                                                  | Bruchköbeler Landstraße 5/7 LageFlur: 67, Flurstück: 184/40, 40/3 | | 1898                                                                  | 106770 DDB |
| Bild gesucht BW                                                                                  |                                                                                                  | Bruchköbeler Landstraße 6/8 LageFlur: 68, Flurstück: 28/1 und 449/28 | | 1892                                                                  | 106772 DDB |
| Bild gesucht BW                                                                                  |                                                                                                  | Bruchköbeler Landstraße 31a LageFlur: 67, Flurstück: 18/1 | | 1927                                                                  | 106771 DDB |
| Bild gesucht BW                                                                                  |                                                                                                  | Bruchköbeler Landstraße 37 LageFlur: 67, Flurstück: 607/15 | | 1903                                                                  | 106773 DDB |
| Bild gesucht BW                                                                                  |                                                                                                  | Bruchköbeler Landstraße 64 LageFlur: 68, Flurstück: 3/15 | | 1909                                                                  | 106774 DDB |
| Bild gesucht BW                                                                                  | Verwaltungsgebäude der Deutschen Klebstoffwerke (Dekalin)                                        | Bruchköbeler Landstraße 87 LageFlur: 65, Flurstück: 350 | | 1956                                                                  | 106776 DDB |
| Bild gesucht BW                                                                                  |                                                                                                  | Buchbergstraße 9/11/7 LageFlur: 42, Flurstück: 136/10 | |                                                                       | 106598 DDB |
| Bild gesucht BW                                                                                  | Sachgesamtheit südliche Wohnsiedlung                                                             | Buchbergstraße 13/34, Freigerichtstraße 58/60/62/64/66/68/70/72/74/76/78/80/82, Hahnenkammstraße 33/34, Wartburgstraße 14, Dunlopstraße 15 LageFlur: 42, Flurstück: 288/4, 289/4, 290/4, 291/4, 292/4, 293/4, 294/4, 295/18, 296/18, 297/18, 298/18, 299/18, 300/18, 301/18, 302/29, 303/29, 304/29, 305/30, 387/30 | | 1921–1923                                                             | 106596 DDB |
| Bild gesucht BW                                                                                  |                                                                                                  | Buchbergstraße 14/16/18/20/22/24/26/28/30/32/34 LageFlur: 42, Flurstück: 18/1, 18/10, 18/2, 18/3, 18/4, 18/5, 18/6, 18/7, 18/8, 18/9, 295/18 | | 1920                                                                  | 106597 DDB |
| Bild gesucht BW                                                                                  | SG Yorkhof-Kaserne                                                                               | Chemnitzer Straße 1/3/5/7/9a/9b/11/13/15/17 LageFlur: 70, Flurstück: 12/497, 12/498, 12/499, 12/500, 12/501, 12/502, 12/503, 12/504, 12/505 | | 1902 (Nr. 11), 1912                                                   | 106741 DDB |
| Bild gesucht BW                                                                                  | Verwaltung des hist. Proviantamtes                                                               | Chemnitzer Straße 20 LageFlur: 49, Flurstück: 520 | | um 1893/96                                                            | 106742 DDB |
| Bild gesucht BW                                                                                  | ehem. Bäckerei des Proviantamtes                                                                 | Chemnitzer Straße 22 LageFlur: 49, Flurstück: 522 | | 1905                                                                  | 106743 DDB |
| Wohn- und Werkstattgebäude der Bijouteriefabrik Fr. Kreuter                                      | Wohn- und Werkstattgebäude der Bijouteriefabrik Fr. Kreuter                                      | Corniceliusstraße 6 LageFlur: 61, Flurstück: 511/101 | | um 1905                                                               | 106744 DDB |
| Bild gesucht BW                                                                                  |                                                                                                  | Corniceliusstraße 10 LageFlur: 61, Flurstück: 101/29 | | 1889                                                                  | 107045 DDB |
| Bild gesucht BW                                                                                  |                                                                                                  | Corniceliusstraße 12 LageFlur: 61, Flurstück: 373/101 | | um 1899/1900                                                          | 106745 DDB |
| Bild gesucht BW                                                                                  |                                                                                                  | Corniceliusstraße 16 LageFlur: 61, Flurstück: 101/33 | | um 1885                                                               | 106747 DDB |
| weitere Bilder                                                                                   | Röm.-kath. Pfarrkirche Mariae Namen                                                              | Dechant-Theodor-Weidner-Platz LageFlur: 28, Flurstück: 352/2, 352/3 | | 1842–1850                                                             | 106550 DDB |
| Ostend-Garage                                                                                    | Ostend-Garage                                                                                    | Dettinger Straße 6a/6b LageFlur: 40, Flurstück: 259/19 | | 1928                                                                  | 106748 DDB |
|                                                                                                  |                                                                                                  | Eberhardstraße 4 LageFlur: 26, Flurstück: 139/68 | | 1890                                                                  | 106777 DDB |
|                                                                                                  |                                                                                                  | Eberhardstraße 5 LageFlur: 27, Flurstück: 422/193 | |                                                                       | 107114 DDB |
| hist. Pfarrhaus der Gemeinde der Marienkirche, Nr. 6                                             | hist. Pfarrhaus der Gemeinde der Marienkirche, Nr. 6                                             | Eberhardstraße 6/8 LageFlur: 26, Flurstück: 154/68, 212/68 | | 1895 (Nr. 6)                                                          | 106760 DDB |
| weitere Bilder                                                                                   | Ehrensäule                                                                                       | Ehrensäule LageFlur: 41, Flurstück: 76/1 | | 1775                                                                  | 106594 DDB |
| Bild gesucht BW                                                                                  |                                                                                                  | Elsa-Brändström-Straße 1/3 LageFlur: 67, Flurstück: 36/1 | | um 1900                                                               | 106778 DDB |
| Bild gesucht BW                                                                                  | Landwirtschaftsschule                                                                            | Engelhardstraße 21 LageFlur: 40, Flurstück: 11/10 | | 1949                                                                  | 106779 DDB |
| Bild gesucht BW                                                                                  |                                                                                                  | Engelhardstraße 38 LageFlur: 40, Flurstück: 8/6 | | 1912                                                                  | 106842 DDB |
| weitere Bilder                                                                                   | Landratsamt Hanau                                                                                | Eugen-Kaiser-Straße 9 LageFlur: 24, Flurstück: 167/20 | | 1902/03                                                               | 106780 DDB |
| Eugen-Kaiser-Straße 17a                                                                          | Eugen-Kaiser-Straße 17a                                                                          | Eugen-Kaiser-Straße 17a LageFlur: 68, Flurstück: 68/1 | | um 1908/10                                                            | 106781 DDB |
| Heinrich-Fischer-Bad                                                                             | Heinrich-Fischer-Bad                                                                             | Eugen-Kaiser-Straße 19 LageFlur: 68, Flurstück: 68/4 | | 1956–1959                                                             | 107113 DDB |
| Bild gesucht BW                                                                                  | Villa, später Verwaltungsgebäude der Quarzlampen GmbH mit Ausstellungspavillons                  | Frankfurter Landstraße 1/1a LageFlur: 22, 67, Flurstück: 204/4, 3/22, 3/23, 71/7 | | um 1895/90                                                            | 106932 DDB |
| Bild gesucht BW                                                                                  |                                                                                                  | Frankfurter Landstraße 5 LageFlur: 22, Flurstück: 3/20 | | 1927                                                                  | 106785 DDB |
| Graf Philipp Ludwig II-Denkmal                                                                   | Graf Philipp Ludwig II-Denkmal                                                                   | Französische Allee (südlicher Kirchplatz) LageFlur: 33, Flurstück: 208 | | 1897                                                                  | 106584 DDB |
| weitere Bilder                                                                                   | Wallonisch-Niederländische Kirche                                                                | Französische Allee 12 LageFlur: 33, Flurstück: 206, 207 | | 1600–1608                                                             | 106585 DDB |
| Bild gesucht BW                                                                                  | Sachgesamtheit nördliche Wohnsiedlung                                                            | Freigerichtstraße 53–85, Limesstraße 2a–4h, Milseburgstraße 1–10, Ronneburgstraße 2–12, LageFlur: 42, Flurstück: 323/33, 347/17, 348/17 | | ab 1928                                                               | 107073 DDB |
| Bild gesucht BW                                                                                  |                                                                                                  | Friedberger Straße 3 LageFlur: 50, Flurstück: 64/37 | | nach 1898/99                                                          | 106791 DDB |
| Bild gesucht BW                                                                                  |                                                                                                  | Friedberger Straße 5/7 LageFlur: 50, Flurstück: 64/35 und 64/36 | | 1898                                                                  | 106843 DDB |
| Bild gesucht BW                                                                                  | Gebeschus-Schule                                                                                 | Friedrich-Engels-Straße 19 LageFlur: 51, Flurstück: 53/4 | | 1914                                                                  | 106792 DDB |
| Bild gesucht BW                                                                                  |                                                                                                  | Friedrichstraße 15 LageFlur: 40, Flurstück: 270/13 | | um 1888                                                               | 106793 DDB |
| Bild gesucht BW                                                                                  |                                                                                                  | Friedrichstraße 17 LageFlur: 40, Flurstück: 449/14 | | 1892                                                                  | 106795 DDB |
| Bild gesucht BW                                                                                  |                                                                                                  | Friedrichstraße 18 LageFlur: 40, Flurstück: 11/12 | | um 1911                                                               | 106794 DDB |
| Bild gesucht BW                                                                                  |                                                                                                  | Friedrichstraße 23 LageFlur: 38, Flurstück: 512/86 | | 1892                                                                  | 106796 DDB |
| Bild gesucht BW                                                                                  |                                                                                                  | Friedrichstraße 23a LageFlur: 38, Flurstück: 528/86 | | 1892                                                                  | 106798 DDB |
| Bild gesucht BW                                                                                  |                                                                                                  | Friedrichstraße 24 LageFlur: 40, Flurstück: 502/12 | | 1907                                                                  | 106797 DDB |
| Bild gesucht BW                                                                                  |                                                                                                  | Friedrichstraße 29 LageFlur: 38, Flurstück: 461/80 | | 1891                                                                  | 106799 DDB |
| Bild gesucht BW                                                                                  |                                                                                                  | Friedrichstraße 33 LageFlur: 38, Flurstück: 80/3 | |                                                                       | 106800 DDB |
| Bild gesucht BW                                                                                  | Historischer Ziehbrunnen                                                                         | Gärtnerstraße LageFlur: 34, Flurstück: 170/27 | | 1692                                                                  | 821687 DDB |
| Bild gesucht BW                                                                                  | Einfach-Wohnhäuser                                                                               | Gärtnerstraße 24a–e LageFlur: 34, Flurstück: 132/10, 132/11, 132/12, 132/13, 132/8 | | um 1953                                                               | 106801 DDB |
| Bild gesucht BW                                                                                  |                                                                                                  | Geibelstraße 22 LageFlur: 68, Flurstück: 322/62 | | 1897                                                                  | 106802 DDB |
| Bild gesucht BW                                                                                  | Gesamtanlage (Altstadt mit Freiheitsplatz)                                                       | Gesamtanlage Altstadt mit Freiheitsplatz Lage | |                                                                       | 106713 DDB |
| Bild gesucht BW                                                                                  | Gesamtanlage (Bachstraße)                                                                        | Gesamtanlage Bachstraße Lage | | Ab 1926                                                               | 106576 DDB |
| Bild gesucht BW                                                                                  | Gesamtanlage (Französische Allee mit Wallonisch-Niederländischer Kirche)                         | Gesamtanlage Französische Allee mit Wallonisch-Niederländischer Kirche Lage | |                                                                       | 106583 DDB |
| Bild gesucht BW                                                                                  | Gesamtanlage (Gustav-Adolf-Straße)                                                               | Gesamtanlage Gustav-Adolf-Straße Lage | | 1909/10                                                               | 106803 DDB |
| weitere Bilder                                                                                   | Gesamtanlage (Hauptfriedhof und Rondell Ehrensäule)                                              | Gesamtanlage Hauptfriedhof und Rondell Ehrensäule Lage | |                                                                       | 106674 DDB |
| Gesamtanlage (Historischer Mainkanal)                                                            | Gesamtanlage (Historischer Mainkanal)                                                            | Gesamtanlage Historischer Mainkanal Lage | |                                                                       | 106609 DDB |
| Bild gesucht BW                                                                                  | Gesamtanlage (Kasernenviertel Lamboy)                                                            | Gesamtanlage Kasernenviertel Lamboy Lage | |                                                                       | 106589 DDB |
| Bild gesucht BW                                                                                  | Gesamtanlage (Milchgärten)                                                                       | Gesamtanlage Milchgärten Lage | Der Name stammt von Mühlloch, siehe → Mühlrode |                                                                       | 106553 DDB |
| Bild gesucht BW                                                                                  | Gesamtanlage (Neustädter Markt)                                                                  | Gesamtanlage Neustädter Markt Lage | |                                                                       | 106577 DDB |
| Bild gesucht BW                                                                                  | Gesamtanlage (Wohnquartiere seitlich der Lamboystraße)                                           | Gesamtanlage Wohnquartiere seitlich der Lamboystraße Lage | |                                                                       | 106587 DDB |
| Gesamtanlage (Wohnsiedlung Annastraße)                                                           | Gesamtanlage (Wohnsiedlung Annastraße)                                                           | Annastraße 7–61 Lage | |                                                                       | 106608 DDB |
| Bild gesucht BW                                                                                  | Gesamtanlage (Wohnsiedlung Barbarossastraße)                                                     | Barbarossastraße 9–17, 14–22 Lage | |                                                                       | 106603 DDB |
| Bild gesucht BW                                                                                  | Gesamtanlage Wohnsiedlung Dartforder Straße                                                      | Dartforder Straße 1–9, 2–6, 6a, Lamboystraße 9 Lage | Gesamtanlage Wohnsiedlung Dartforder Straße |                                                                       | 107006 DDB |
| Gesamtanlage (Buchbergstraße, Dunlopstraße, Freigerichtstraße usw. bis Wartburgstraße)           | Gesamtanlage (Buchbergstraße, Dunlopstraße, Freigerichtstraße usw. bis Wartburgstraße)           | Gesamtanlage Wohnsiedlung Freigerichtstraße und Dunlopwerke Lage | |                                                                       | 106593 DDB |
| Bild gesucht BW                                                                                  | Gesamtanlage (Wohnsiedlung Josefstraße)                                                          | Gesamtanlage Wohnsiedlung Josefstraße Lage | |                                                                       | 106602 DDB |
| Bild gesucht BW                                                                                  | Gesamtanlage (Wohnstraße Friedrichstraße)                                                        | Gesamtanlage Wohnstraße Friedrichstraße Lage | |                                                                       | 106619 DDB |
| Bild gesucht BW                                                                                  | Gesamtanlage (Wohnviertel Jahnstraße/Sandeldamm)                                                 | Gesamtanlage Wohnviertel Jahnstraße/Sandeldamm Lage | |                                                                       | 106591 DDB |
| Gesamtanlage (historisches Mühlengelände Sandeldamm und anliegende Villenviertel)                | Gesamtanlage (historisches Mühlengelände Sandeldamm und anliegende Villenviertel)                | Gesamtanlage historisches Mühlengelände Sandeldamm und anliegende Villenviertel Lage | |                                                                       | 106600 DDB |
|                                                                                                  |                                                                                                  | Grüner Weg 2 LageFlur: 39, Flurstück: 8/6 | | 1898                                                                  | 106549 DDB |
| Bild gesucht BW                                                                                  |                                                                                                  | Gustav-Adolf-Straße 17 LageFlur: 67, Flurstück: 472/66 | | 1911                                                                  | 106805 DDB |
| Bild gesucht BW                                                                                  |                                                                                                  | Gustav-Adolf-Straße 18 LageFlur: 67, Flurstück: 469/60 | | 1911                                                                  | 106804 DDB |
| Sachgesamtheit Großwohnsiedlung am Hafenplatz                                                    | Sachgesamtheit Großwohnsiedlung am Hafenplatz                                                    | Hafenplatz, Canthalstraße 1, Hafenplatz 1–6, Hafenstraße 1, Westerburgstraße 1–6 LageFlur: 38, Flurstück: 154/1, 202/7, 869/164, 879/164 | | 1924–1927                                                             | 106599 DDB |
| Bild gesucht BW                                                                                  | Lagergebäude und Torhaus der Firma Gaquoin & Reuter GmbH                                         | Hafenstraße 7 LageFlur: 71, Flurstück: 24 | | 1925/26                                                               | 106839 DDB |
| Hafenamt mit Transformatorenhaus                                                                 | Hafenamt mit Transformatorenhaus                                                                 | Hafenstraße 8 LageFlur: 71, Flurstück: 55/6 | | 1926                                                                  | 106840 DDB |
| Bild gesucht BW                                                                                  |                                                                                                  | Hasenpfad 1 LageFlur: 48, Flurstück: 22/7 | | 1906                                                                  | 106273 DDB |
| Arbeitersiedlung der Firma W.C.Heraeus                                                           | Arbeitersiedlung der Firma W.C.Heraeus                                                           | Hasenpfad 3a–3h, 5a–5f LageFlur: 48, Flurstück: 618/2 | | 1907/08                                                               | 106592 DDB |
| Bild gesucht BW                                                                                  | hist. Polizeiwache mit Gefängnis                                                                 | Heinrich-Bott-Straße 1/1a LageFlur: 25, Flurstück: 335/2 | | 1939                                                                  | 106862 DDB |
| Bild gesucht BW                                                                                  |                                                                                                  | Heinrich-Bott-Straße 11 LageFlur: 25, Flurstück: 330 | | um/vor 1897                                                           | 106841 DDB |
| Heraeuswerke – Turmhaus und Platinschmelze                                                       | Heraeuswerke – Turmhaus und Platinschmelze                                                       | Heraeusstraße 12/14 LageFlur: 48, Flurstück: 64/19 | | Turmhaus 1904, Platinschmelze um 1908/10                              | 106711 DDB |
| Bild gesucht BW                                                                                  | Sachgesamtheit Hessen-Homburg-Kaserne                                                            | Hessen-Homburg-Platz 1/2/3/4/5/7/8/9 LageFlur: 70, Flurstück: 261/1, 262/1, 268/5, 273/2, 274/5, 277/1, 278/2 | | 1908–1910                                                             | 107057 DDB |
| Bild gesucht BW                                                                                  | Karl-Rehbein-Schule                                                                              | Im Schloßhof 2 LageFlur: 26, Flurstück: 214/3 | | 1956–1960                                                             | 106572 DDB |
| Bild gesucht BW                                                                                  |                                                                                                  | In den Türkischen Gärten 1 LageFlur: 61, Flurstück: 315/108 | |                                                                       | 107072 DDB |
| Bild gesucht BW                                                                                  | Silberkabinett Schleißner                                                                        | In den Türkischen Gärten 9 LageFlur: 61, Flurstück: 108/8 | |                                                                       | 107112 DDB |
| Bild gesucht BW                                                                                  |                                                                                                  | In den Türkischen Gärten 13 LageFlur: 61, Flurstück: 369/108 | | 1896                                                                  | 106275 DDB |
|                                                                                                  |                                                                                                  | Jahnstraße 15/17 LageFlur: 48, Flurstück: 1/4, 256/2 | | 1896/97                                                               | 106751 DDB |
|                                                                                                  |                                                                                                  | Jahnstraße 19/21 LageFlur: 48, Flurstück: 255/2, 610/2 | | 1898/99–1903                                                          | 106753 DDB |
|                                                                                                  |                                                                                                  | Jahnstraße 20 LageFlur: 48, Flurstück: 611/24 | | 1905                                                                  | 106752 DDB |
|                                                                                                  |                                                                                                  | Jahnstraße 23 LageFlur: 48, Flurstück: 614/3 | | 1903                                                                  | 106754 DDB |
|                                                                                                  |                                                                                                  | Jahnstraße 24 LageFlur: 48, Flurstück: 185/31 | | 1891/92                                                               | 106755 DDB |
| weitere Bilder                                                                                   | Luth. Johanneskirche                                                                             | Johanneskirchplatz LageFlur: 25, Flurstück: 359/1, 363/1 | | 1658–1664                                                             | 106573 DDB |
| Julius-Leber-Straße 1                                                                            |                                                                                                  | Julius-Leber-Straße 1 LageFlur: 48, Flurstück: 523/32 | | 1903                                                                  | 106845 DDB |
|                                                                                                  |                                                                                                  | Julius-Leber-Straße 1a LageFlur: 48, Flurstück: 493/32 | | 1902                                                                  | 106931 DDB |
| weitere Bilder                                                                                   | Ehem. Hohe Landesschule                                                                          | Julius-Leber-Straße 2 LageFlur: 48, Flurstück: 39/12 | | 1925                                                                  | 106846 DDB |
|                                                                                                  |                                                                                                  | Julius-Leber-Straße 5 LageFlur: 48, Flurstück: 545/32 | | nach 1900                                                             | 106847 DDB |
| Bild gesucht BW                                                                                  |                                                                                                  | Julius-Leber-Straße 6 LageFlur: 48, Flurstück: 719/39 | | 1908/10                                                               | 106848 DDB |
|                                                                                                  |                                                                                                  | Julius-Leber-Straße 10 LageFlur: 48, Flurstück: 606/39 | | 1907                                                                  | 106849 DDB |
|                                                                                                  |                                                                                                  | Julius-Leber-Straße 12 LageFlur: 48, Flurstück: 637/39 | | um 1906                                                               | 106850 DDB |
|                                                                                                  |                                                                                                  | Julius-Leber-Straße 14 LageFlur: 48, Flurstück: 638/39 | | um/vor 1908                                                           | 106851 DDB |
| Bild gesucht BW                                                                                  | Gedenkstein                                                                                      | Karl-Marx-Straße 36 LageFlur: 50, Flurstück: 3/2 | |                                                                       | 106588 DDB |
| Ev. Kreuzkirche mit Gemeindehaus                                                                 | Ev. Kreuzkirche mit Gemeindehaus                                                                 | Karl-Marx-Straße 43 LageFlur: 49, Flurstück: 2/27 | | 1953                                                                  | 106852 DDB |
| weitere Bilder                                                                                   | Land- und Amtsgericht                                                                            | Katharina-Belgica-Straße 2, Nußallee 17 LageFlur: 23, Flurstück: 20/14 | | ab 1908                                                               | 106930 DDB |
| Bild gesucht BW                                                                                  | Karl-Scheig-Haus                                                                                 | Kiefernweg 13/15 LageFlur: 49, Flurstück: 29/14 | | 1964                                                                  | 106551 DDB |
| Bild gesucht BW                                                                                  | Wasserübungsplatz Kinzig                                                                         | Kinzig, Kleine Bulau, Scheuer LageFlur: 1, 69, Flurstück: 150/1, 67/11, 17/2, 28/6 | |                                                                       | 107144 DDB |
| Kinzigbrücke                                                                                     | Kinzigbrücke                                                                                     | Kinzig (Nähe Rühlstraße), Bahngelände von Friedberg nach Hanau, Von Friedberg nach Hanau LageFlur: 48, 50, Flurstück: 2/6, 25/19, 55/9 | | 1910, 1925, 1960                                                      | 107054 DDB |
| Bild gesucht BW                                                                                  | Mühlenwehr                                                                                       | Kinzig (bei Nordstraße 86) LageFlur: 50, Flurstück: 55/9 | | 1580/1600                                                             | 107055 DDB |
| Bild gesucht BW                                                                                  |                                                                                                  | Körnerstraße 4 LageFlur: 68, Flurstück: 175/27 | | 1888                                                                  | 106857 DDB |
| Bild gesucht BW                                                                                  |                                                                                                  | Körnerstraße 9 LageFlur: 68, Flurstück: 260/25 | | um 1890                                                               | 106858 DDB |
| Bild gesucht BW                                                                                  |                                                                                                  | Körnerstraße 17 LageFlur: 68, Flurstück: 250/24 | | um 1880                                                               | 106859 DDB |
| Bild gesucht BW                                                                                  |                                                                                                  | Lärchenweg 5 LageFlur: 49, Flurstück: 28/82, 28/83 | | 1956                                                                  | 106552 DDB |
| Bild gesucht BW                                                                                  | Kath. Kirche Heilig Geist                                                                        | Lamboystraße 24 LageFlur: 49, Flurstück: 2/22 | | 1961/62                                                               | 107115 DDB |
| Bild gesucht BW                                                                                  |                                                                                                  | Lamboystraße 29 LageFlur: 51, Flurstück: 55/38 | | 1909                                                                  | 106934 DDB |
| Bild gesucht BW                                                                                  | ehem. Officiers-Speiseanstalt                                                                    | Lamboystraße 52 LageFlur: 70, Flurstück: 12/467 | | 1908–1910                                                             | 106860 DDB |
| Bild gesucht BW                                                                                  | Sachgesamtheit Straßengitter der Hanauer Neustadt                                                | Langstraße, Sternstraße, Krämerstraße, Römerstraße, Altstraße, Lothringer Straße, Gärtnerstraße, Hahnenstraße, Fischerstraße, Herrnstraße, Am Frankfurter Tor (K 965), Steinheimer Straße, Heumarkt, Glockenstraße (K 965), Hammerstraße, Lindenstraße, Paradiesgasse, Kölnische Straße, Karl-Röttelberg-Straße, Calvinstraße, Schnurstraße, Schützenstraße, Lautenschlägerstraße, Nürnberger Straße, Salzstraße, Rosenstraße, Hirschstraße, Am Ballplatz, Leimenstraße, Mühlstraße, Fahrstraße, Steinheimer Straße (K 965) LageFlur: 29, 30, 31, 32, 33, 34, 35, Flurstück: 103/8, 12/15, 136/8, 91/8, 92/3, 118/2, 118/3, 142/1, 16, 168, 17/8, 195/2, 223/1, 224/2, 354/1, 47/3, 70/2, 93/1, 113/10, 115/3, 115/4, 1/9, 201/13, 36/1, 88/3, 101/2, 1/3, 130/8, 151/6, 21/1, 243/2, 58/1, 1/1, 114/4, 139/2, 160, 165/1, 179/4, 232/1, 242/1, 253, 268/2, 269/1, 294, 404, 406, 443, 460, 82/3, 201/1, 2/1, 35/6, 454/1, 460/2, 463/1, 466, 52/1, 1/2, 148/2, 180/1, 23/2, 55/1, 73/4 | | 1597                                                                  | 107053 DDB |
| Bild gesucht BW                                                                                  |                                                                                                  | Langstraße 23 LageFlur: 30, Flurstück: 321/187 | | um 1962                                                               | 106827 DDB |
| Villa der Fabrikanten Jean Barthmann                                                             | Villa der Fabrikanten Jean Barthmann                                                             | Leipziger Straße 22 LageFlur: 47, Flurstück: 80/1 | | 1936                                                                  | 106826 DDB |
| Bild gesucht BW                                                                                  | Produktionsgebäude der Gurken- und Sauerkrautfabrik Jean Bartmann                                | Leipziger Straße 24 LageFlur: 47, Flurstück: 80/1 | | 1929                                                                  | 106823 DDB |
| Bild gesucht BW                                                                                  |                                                                                                  | Leipziger Straße 39 LageFlur: 47, Flurstück: 58/3 | | 1899                                                                  | 106824 DDB |
| Bild gesucht BW                                                                                  |                                                                                                  | Leipziger Straße 40 LageFlur: 47, Flurstück: 101/4 | | 1894                                                                  | 106825 DDB |
| Verladekran                                                                                      | Verladekran                                                                                      | Mainufer (Höhe Werftstraße) LageFlur: 37, Flurstück: 2/22 | | 1869                                                                  | 106611 DDB |
| weitere Bilder                                                                                   | Marienkirche                                                                                     | Marienkirchgasse, Marienkirchplatz LageFlur: 27, Flurstück: 504/2, 505 | | ev. 1316/17                                                           | 106574 DDB |
| Sachgesamtheit ehem. Friedhof der Wallonisch-Niederländisch Gemeinde mit Hochkreuz und Grabmalen | Sachgesamtheit ehem. Friedhof der Wallonisch-Niederländisch Gemeinde mit Hochkreuz und Grabmalen | Martin-Luther-Anlage LageFlur: 22, Flurstück: 57/5 | | 1609                                                                  | 106708 DDB |
| Bild gesucht BW                                                                                  |                                                                                                  | Matthias-Daßbach-Straße 6 LageFlur: 47, Flurstück: 286/69 | | um 1890                                                               | 107056 DDB |
| Bild gesucht BW                                                                                  |                                                                                                  | Mozartstraße 1 LageFlur: 4, Flurstück: 489/1 | | 1929                                                                  | 106834 DDB |
| Bild gesucht BW                                                                                  |                                                                                                  | Mozartstraße 8 LageFlur: 4, Flurstück: 1/75 | | 1928                                                                  | 106833 DDB |
| Bild gesucht BW                                                                                  | Brückengrube                                                                                     | Möhnestraße 18 LageFlur: 70, Flurstück: 201 | | um 1900                                                               | 106835 DDB |
| weitere Bilder                                                                                   | Judenfriedhof                                                                                    | Mühltorweg LageFlur: 48, Flurstück: 29 | | 1605                                                                  | 106271 DDB |
| Infektionsbau des Stadtkrankenhauses                                                             | Infektionsbau des Stadtkrankenhauses                                                             | Mühltorstraße 14 LageFlur: 31, Flurstück: 120/9 | | 1930–1940                                                             | 106554 DDB |
| Reste der Abgrenzungsmauer der Schießbahn                                                        | Reste der Abgrenzungsmauer der Schießbahn                                                        | Nordstraße 8/20/26/28/30/32/34/36/38/40a/40, Am Freiheitsplatz LageFlur: 27, Flurstück: 211/3, 273/18, 493, 494, 495/1, 499, 500, 501, 502, 503 | |                                                                       | 106831 DDB |
| Stadtmauerabschnitt mit Diebesturm und Gedenkstätte                                              | Stadtmauerabschnitt mit Diebesturm und Gedenkstätte                                              | Nordstraße 9/1/3/5/7 LageFlur: 27, Flurstück: 482 | | 1338                                                                  | 106828 DDB |
| Bild gesucht BW                                                                                  | Schlot der Teppichfabrik Leisler & Co.                                                           | Nordstraße 63 LageFlur: 26, Flurstück: 40/4 | |                                                                       | 107075 DDB |
| Sachgesamtheit Herrenmühle                                                                       | Sachgesamtheit Herrenmühle                                                                       | Nordstraße 86, Mühlgraben, Nordstraße 86a, Kinzig LageFlur: 26, Flurstück: 136/48, 45/2, 47/1, 48/1, 50/2, 51, 55/9 | Historisches Mühlengelände mit Maschinenhalle der Maschinenfabrik Weinig, provisorischem Turbinenhaus mit vorgelagertem Mühlenbecken, Bogenbrücke, Wehrmauern gegen die Kinzig, historischer Walkmühle bzw. späterer Fabrikationshalle | 16./17. Jahrhundert, 2. Hälfte 19. Jahrhundert                        | 106829 DDB |
| Fabrikantenvilla Weinig                                                                          | Fabrikantenvilla Weinig                                                                          | Nordstraße 88 LageFlur: 26, Flurstück: 45/3 | | 1895                                                                  | 106830 DDB |
| Wachthaus des Nürnberger Tores                                                                   | Wachthaus des Nürnberger Tores                                                                   | Nürnberger Straße 2 LageFlur: 31, Flurstück: 194/4 | | 1. Viertel 19. Jahrhundert                                            | 106832 DDB |
| Bild gesucht BW                                                                                  | Kaufhaus Dielmann                                                                                | Nürnberger Straße 33 LageFlur: 32, Flurstück: 30/3 | | 1957                                                                  | 106925 DDB |
| Deutscher Friedhof (Sachgesamtheit)                                                              | Deutscher Friedhof (Sachgesamtheit)                                                              | Nußallee LageFlur: 23, Flurstück: 85/20 | | 1633                                                                  | 106558 DDB |
| ehem. Gloria-Lichtspiele mit angeschlossenem Café                                                | ehem. Gloria-Lichtspiele mit angeschlossenem Café                                                | Nußallee 7g LageFlur: 22, Flurstück: 65/11, 65/12 | | 1948                                                                  | 106559 DDB |
| Bild gesucht BW                                                                                  | Villa Zwernemann mit Gartenhaus                                                                  | Nußallee 11/11a LageFlur: 23, Flurstück: 25/10, 25/6, 25/9 | | um 1892                                                               | 106555 DDB |
| Bild gesucht BW                                                                                  |                                                                                                  | Nußallee 18 LageFlur: 29, Flurstück: 56/2 | | 1893                                                                  | 106274 DDB |
| Bild gesucht BW                                                                                  | Ehem. Stadtgrabenbrücke                                                                          | Nußallee 20 LageFlur: 29, Flurstück: 53/3 | |                                                                       | 820498 DDB |
| Reichsbanknebenstelle                                                                            | Reichsbanknebenstelle                                                                            | Nußallee 24 LageFlur: 29, Flurstück: 47/4 | | 1924                                                                  | 106556 DDB |
| Bild gesucht BW                                                                                  |                                                                                                  | Nußallee 32/32a/32b LageFlur: 28, Flurstück: 115/7, 115/8 | | 1954/55                                                               | 106557 DDB |
| Bild gesucht BW                                                                                  |                                                                                                  | Otto-Wels-Straße 2 LageFlur: 50, Flurstück: 62/2 | | 1901                                                                  | 106817 DDB |
| Bild gesucht BW                                                                                  |                                                                                                  | Otto-Wels-Straße 6/8 LageFlur: 50, Flurstück: 63/7, 63/8 | | 1899                                                                  | 106818 DDB |
| Bild gesucht BW                                                                                  |                                                                                                  | Otto-Wels-Straße 10 LageFlur: 50, Flurstück: 63/10 | | 1898                                                                  | 106819 DDB |
| Bild gesucht BW                                                                                  |                                                                                                  | Otto-Wels-Straße 11 LageFlur: 50, Flurstück: 64/41 | | 1900                                                                  | 106820 DDB |
| Bild gesucht BW                                                                                  |                                                                                                  | Philippsruher Allee 13 LageFlur: 21, Flurstück: 197 | | 1895                                                                  | 107019 DDB |
| Bild gesucht BW                                                                                  | Villa Brüning                                                                                    | Philippsruher Allee 22 LageFlur: 21, Flurstück: 103/20 | | 1899                                                                  | 106895 DDB |
|                                                                                                  |                                                                                                  | Ramsaystraße 19 LageFlur: 25, Flurstück: 340 | | 1899                                                                  | 106821 DDB |
| Bild gesucht BW                                                                                  | Eberhardschule                                                                                   | Röderstraße 1 LageFlur: 48, Flurstück: 36/10 | | 1902                                                                  | 106822 DDB |
| Bild gesucht BW                                                                                  |                                                                                                  | Rückertstraße 8/10 LageFlur: 68, Flurstück: 320/62, 62/9 | | 1897                                                                  | 106816 DDB |
| Bild gesucht BW                                                                                  |                                                                                                  | Rückertstraße 14 LageFlur: 68, Flurstück: 744/51 | | 1905                                                                  | 106815 DDB |
| Bild gesucht BW                                                                                  |                                                                                                  | Sandeldamm 5a LageFlur: 27, Flurstück: 262/6 | | 1891                                                                  | 106272 DDB |
|                                                                                                  |                                                                                                  | Sandeldamm 16 LageFlur: 48, Flurstück: 334/1 | | 1899                                                                  | 106280 DDB |
| Bild gesucht BW                                                                                  | Hist. Schneide- und Gewürzmühle, Villa, Wehrmauern                                               | Sandeldamm 34, Mühlgraben, Sandeldamm 28/30/32/36 LageFlur: 26, Flurstück: 56/4, 56/5, 56/6 | | 1652                                                                  | 106712 DDB |
| Grenzsteine                                                                                      | Grenzsteine                                                                                      | Scheuer (Lamboywald), Kinzig Flur: 69, Flurstück: 17/2, 3/20 | |                                                                       | 107128 DDB |
| Abschnitt der Altstadtbefestigung                                                                | Abschnitt der Altstadtbefestigung                                                                | Schlendergasse LageFlur: 25, Flurstück: 371 | | 1338                                                                  | 106575 DDB |
| Denkmal für Winter von Güldenborn                                                                | Denkmal für Winter von Güldenborn                                                                | Schloßgarten Flur: 26, Flurstück: 10/4 | | 1888                                                                  | 107111 DDB |
| Marstall/Stadthalle                                                                              | Marstall/Stadthalle                                                                              | Schloßplatz 1 LageFlur: 26, Flurstück: 213/3 | | 1701–1712/13                                                          | 677697 DDB |
| Kanzleibau (Regierungsgebäude) mit ehem Stadtturm (sog. Wasserturm)                              | Kanzleibau (Regierungsgebäude) mit ehem Stadtturm (sog. Wasserturm)                              | Schloßplatz 2 LageFlur: 25, Flurstück: 336 | | Regierungsgebäude 1685–1690, Wasserturm vor 1457; Verbindungsbau 1710 | 107038 DDB |
| Bild gesucht BW                                                                                  | Sachgesamtheit Hutier-Kaserne                                                                    | Sophie-Scholl-Platz, Sophie-Scholl-Platz 2/3 LageFlur: 70, Flurstück: 178/101, 178/103, 178/107, 178/110, 178/117, 178/121, 178/138, 178/141, 178/146 | | 1911–1913                                                             | 106861 DDB |
| Bild gesucht BW                                                                                  |                                                                                                  | Stresemannstraße 21/23 LageFlur: 38, Flurstück: 443/198, 444/198 | | 1894                                                                  | 106812 DDB |
| weitere Bilder                                                                                   | Neue Johanneskirche                                                                              | Theodor-Fontane-Straße 1-3 LageFlur: 22, Flurstück: 2/124 | | 1957                                                                  | 107110 DDB |
| Bild gesucht BW                                                                                  | Garnisonswurstküche                                                                              | Thomas-Münzer-Straße 2 LageFlur: 50, Flurstück: 64/15 | Teil der ehemaligen Wurstfabrik Thomas-Münzer-Straße 2/3 | 1913                                                                  | 106933 DDB |
| Bild gesucht BW                                                                                  | ehemalige Wurstfabrik Wilhelm Kaiser mit Garnisonswurstküche                                     | Thomas-Münzer-Straße 2/3 LageFlur: 50, Flurstück: 64/14, 64/15 | |                                                                       | 106933 DDB |
| Bild gesucht BW                                                                                  | Sachgesamtheit Ulanen- oder Francoiskaserne                                                      | Ulanenplatz 1/2/3/4/5/6/7/8/9/11/12, Lamboystraße 34 LageFlur: 49, Flurstück: 3/23, 3/25, 480/3, 482/2, 485, 488, 491, 493, 496, 497, 499 | | 1891–1894                                                             | 106590 DDB |
| Bild gesucht BW                                                                                  | Trafohaus                                                                                        | Vor der Kinzigbrücke LageFlur: 67, Flurstück: 74/2 | | 1938                                                                  | 106281 DDB |
| Bild gesucht BW                                                                                  |                                                                                                  | Vor der Kinzigbrücke 2a/2 LageFlur: 67, Flurstück: 74/4, 76/3 | | um 1930                                                               | 106560 DDB |
| Bild gesucht BW                                                                                  | Gedenkstein                                                                                      | Vor der Kinzigbrücke 6 LageFlur: 67, Flurstück: 76/1 | |                                                                       | 107142 DDB |
| Bild gesucht BW                                                                                  |                                                                                                  | Vor der Kinzigbrücke 9 LageFlur: 67, Flurstück: 412/44 | | 19. Jahrhundert                                                       | 106561 DDB |
| Bild gesucht BW                                                                                  |                                                                                                  | Vor der Kinzigbrücke 9a/9b LageFlur: 67, Flurstück: 411/44, 44/9 | | um 1900                                                               | 106276 DDB |
| Bild gesucht BW                                                                                  |                                                                                                  | Vor der Kinzigbrücke 11 LageFlur: 67, Flurstück: 45/6 | | 1910                                                                  | 106277 DDB |
| Bild gesucht BW                                                                                  |                                                                                                  | Vor der Kinzigbrücke 21 LageFlur: 68, Flurstück: 447/29 | |                                                                       | 106562 DDB |
| Bild gesucht BW                                                                                  |                                                                                                  | Vor der Kinzigbrücke 23 LageFlur: 68, Flurstück: 448/29 | | um 1900                                                               | 106278 DDB |
| Bild gesucht BW                                                                                  |                                                                                                  | Vor der Kinzigbrücke 25 LageFlur: 68, Flurstück: 248/29 | | um 1890                                                               | 106279 DDB |
| Bild gesucht BW                                                                                  |                                                                                                  | Wilhelmstraße 1, Corniceliusstraße 14 LageFlur: 61, Flurstück: 101/32 | | um 1890                                                               | 106746 DDB |
|                                                                                                  |                                                                                                  | Wilhelmstraße 2 LageFlur: 61, Flurstück: 101/14 | | um 1897                                                               | 106806 DDB |
| Bild gesucht BW                                                                                  |                                                                                                  | Wilhelmstraße 3 LageFlur: 61, Flurstück: 101/8 | | 1882                                                                  | 106808 DDB |
| Bild gesucht BW                                                                                  |                                                                                                  | Wilhelmstraße 4 LageFlur: 61, Flurstück: 101/15 | | um 1880                                                               | 106807 DDB |
| Bild gesucht BW                                                                                  |                                                                                                  | Wilhelmstraße 6/8 LageFlur: 61, Flurstück: 101/16, 101/17 | | 1887–1889                                                             | 106809 DDB |
| Bild gesucht BW                                                                                  |                                                                                                  | Wilhelmstraße 7 LageFlur: 61, Flurstück: 101/27 | | 1887                                                                  | 106810 DDB |
| Bild gesucht BW                                                                                  | Fabrikantenvilla Hirschmann                                                                      | Wilhelmstraße 10 LageFlur: 61, Flurstück: 101/21 | | um 1890                                                               | 107077 DDB |
| Bild gesucht BW                                                                                  | Fabrikantenvilla der Bijouteriefabrik Schwahn                                                    | Wilhelmstraße 11 LageFlur: 61, Flurstück: 101/27, 101/34 | | um 1900                                                               | 106811 DDB |
| Lithographische Kunstanstalt Brüning                                                             | Lithographische Kunstanstalt Brüning                                                             | Willy-Brandt-Straße 23 LageFlur: 39, Flurstück: 12/6 | | 1895                                                                  | 107058 DDB |

## Ehemalige Kulturdenkmäler
| Bild                                    | Bezeichnung | Lage                                             | Beschreibung                                                                               | Bauzeit | Objekt-Nr. |
| --------------------------------------- | ----------- | ------------------------------------------------ | ------------------------------------------------------------------------------------------ | ------- | ---------- |
| Direkt Bild zu diesem Denkmal hochladen |             | Am Freiheitsplatz o.A. Flur: 30, Flurstück: 15/1 | Buswartehäuschen; um 2011 bei Umgestaltung des Freiheitsplatzes abgerissen                 |         | 36455      |
| Direkt Bild zu diesem Denkmal hochladen |             | Hahnenstraße 1a – 19a Flur: 34, Flurstück: 35/12 | Ende 2017 Denkmalschutz aufgehoben, um Abriss zugunsten von Luxuswohnungen zu ermöglichen. | 1952    | 106586 DDB |